# Бело Поље (Исток)
Бело Поље (алб. Bellopojë/Grunajë) је насељено место у општини Исток, на Косову и Метохији. Према попису становништва из 2011. у насељу је живело 176 становника.

## Положај
Атар насеља се налази на територији катастарске општине Бело Поље површине 444 ha. Село је подељено на српско и турско (албанско) насеље.

## Историја
Први пут помиње у повељи српског краља Стефана Уроша I, издатој 1254/64. године. У српском Белом Пољу постоје остаци православне цркве на месту званом Црквењак. По предању, ту се налазио манастир са црквом Св. Спаса.
Током мартовског програма 2004. године, Албанци су спалили 25 српских кућа.

## Становништво
Према незваничним подацима, пре почетка рата на Косову 1999. године у селу је живело око 1.800 људи, већином српске националности. Након завршетка рата у селу је остало само 40 људи.
Према попису из 2011. године, Бело Поље има следећи етнички састав становништва:
| Националност | 2011.        |
| Албанци      | 165 (93,75%) |
| Срби         | 6 (3,41%)    |
| Бошњаци      | 5 (2,84%)    |
| Укупно       | 176          |

| Демографија | Демографија | Демографија |
| Година      | Становника  | Становника  |
| ----------- | ----------- | ----------- |
| 1948.       | 175         |             |
| 1953.       | 189         |             |
| 1961.       | 239         |             |
| 1971.       | 247         |             |
| 1981.       | 283         |             |
| 1991.       | 293         |             |
| 2011.       | 176         |             |